# The Sims 3: Late Night
The Sims 3: Late Night è la terza espansione per il videogioco di simulazione di vita per computer The Sims 3. Con questa espansione si possono far conoscere ai propri Sim nuovi posti. Verranno introdotte anche nuove carriere come barista, taxista e buttafuori. L'eespansione si concentra sulla vita notturna e la città come i precedenti capitoli The Sims: Hot Date, The Sims 2: Nightlife e The Sims 2: Live with Friends.

## Il Gioco
Con questa nuova espansione i giocatori potranno far esplorare ai loro Sim nuovi luoghi dedicati alla vita notturna. Si potrà far visitare al proprio Sim discoteche, bar, pub e tantissimi luoghi in cui divertirsi, conoscere nuovi amici o scoprire il segreto per diventare vampiri. Inoltre il Sim avrà la possibilità di diventare barista o musicista in un locale, avanzando di carriera e diventando via via più popolare. Si può anche fare un giro solo da spettatore, senza entrare nei locali ma assistendo da fuori alla vita notturna.

## Quartiere
Il nuovo quartiere introdotto è Bridgeport, una vera e propria città caratterizzata da grattacieli che fungono sia da residenze che da locali pubblici. Questa città famosa per i suoi gossip e discoteche, è stata fondata dagli Alto, una famiglia diabolica ed egoista. A Bridgeport è possibile vivere in un appartamento, partecipare a feste in locali notturni come discoteche e molti altri eventi che hanno a che fare con la vita notturna e le sue conseguenze. Nei nuovi appartamenti sono stati introdotti gli ascensori.

## Crea un Sim
È possibile personalizzare la grandezza del seno. È possibile scegliere il segno zodiacale. Vi sono altri due tratti della personalità: timido e celebrità. Inoltre sono disponibili nuovi indumenti, accessori e acconciature.

## Modalità Costruisci/Compra
In questa espansione sono stati introdotti gli ascensori e le fontane. Si possono comprare mobili e accessori per i locali e le discoteche. Le piscine sono ora costruibili su ogni piano e possono essere costruite anche con forme diverse. Sono stati introdotti i muri a mezza altezza e gli oggetti sui muri si possono posizionare a qualsiasi altezza.

## Grattacieli
All'interno dei grattacieli residenziali è possibile vedere il piano terra e l'ultimo piano (dove sarà visibile solo l'appartamento del tuo Sim). Sul pianerottolo sono presenti porte di altri appartamenti già abitati (ma oscurati). Il tuo Sim potrà far visita ai vicini suonando al campanello e non appena questi lo accoglierà in casa sarà possibile vedere l'interno l'appartamento del vicino che tornerà ad oscurarsi quando il Sim uscirà di casa. È possibile modificare il proprio appartamento ma non ampliarlo, a meno che non si ricorra ad appositi trucchi.

## Nuove Carriere
Nell'espansione The Sims 3: Late Night è possibile far intraprendere al proprio Sim lavori legati alla carriera cinematografica o alla vita notturna. Le nuove carriere disponibili sono:
- Attore
- Barman
- Musicista
- Regista
- Buttafuori

## Nuovi Luoghi in Città
Nell'espansione The Sims 3 Late Night sono state introdotte discoteche e locali notturni, dove si ha la possibilità di ballare, bere drink esclusivi, partecipare agli happy hour e divertirsi con gli amici. Inoltre non tutti i Sim possono accedere agli stessi locali, perché ci sono posti riservati solo ai VIP. Tuttavia, corrompendo i buttafuori, è possibile accedere ai locali più esclusivi anche se non si è delle celebrità. Sulla mappa panoramica della città si può notare un indicatore rosso che indica quali sono i locali con le feste più esclusive.

## Nuove abilità
- È possibile suonare nuovi strumenti musicali (pianoforte, basso e batteria).
- Vi è l'introduzione della nuova abilità dedicata alla preparazione delle bevande: la mixologia.

## Nuove attività
- È possibile spostarsi per la città con la metropolitana, dove c'è però il rischio di essere derubati.
- Ci sono nuove interazioni romantiche e tipi di balli diversi.
- Il Sim ha la possibilità di creare appuntamenti e formare gruppi di uscite con altri Sims.
- È possibile scoprire dove saranno organizzate le feste esclusive leggendo il giornale o spettegolando con gli altri Sims.
- Vi è la possibilità di assumere un maggiordomo.

## Nuovi personaggi
- VIP: nel quartiere c'è la possibilità di incontrare i VIP, ovvero persone molto conosciute e note. Essi vivono in case lussuose poste sulle colline della città. Sono spesso immortalati dai paparazzi, hanno accesso ai locali esclusivi e spesso ricevono omaggi da altri Sim. Un qualunque Sim può diventare amico di un VIP riuscendo a impressionare la celebrità e stringendo amicizia con altri VIP. Inoltre più un Sim riesce a relazionarsi con un VIP, più ha la possibilità di aumentare il livello di notorietà in base al numero di stelle (da 1 a 5). Si può diventare VIP anche intraprendendo una carriera da musicista/attore, oppure esibendosi con uno strumento musicale per strada riuscendo a impressionare, col proprio talento, il maggior numero di persone.

- Vampiri: queste creature della notte invecchiano molto lentamente e possono morire per le stesse cause degli altri Sim. Per poter mordere dovranno avere una relazione di amicizia con il malcapitato, ma anche il suo permesso. Il morso di un vampiro non trasforma i Sim in vampiri, ma ha diversi effetti a seconda del tipo di relazione esistente fra il Sim e il vampiro. In assenza di Sim, i vampiri potranno cibarsi di plasma (che si può sia coltivare che comprare in ospedale). Se un vampiro non si nutre rischia di morire assetato. I vampiri possiedono il potere di leggere la mente e di controllarla, cacciare e correre come razzi spostandosi da un punto all'altro della città in pochi secondi. Se si espongono troppo tempo al sole i loro poteri vengono neutralizzati per un po', ma non muoiono. Possono dormire sia in letti normali che nelle apposite bare. I membri di questa razza si ritrovano in un bar segreto Plasma 501 fatto apposta per loro. Per smettere di essere vampiri bisogna bere una pozione curativa.

## Musica
È presente la canzone Double Vision nella lingua dei Sims (Simlish), interpretata dai 3OH!3 nella sigla del trailer ufficiale.